# Apparato riproduttore degli insetti
L'apparato riproduttore negli Insetti è composto dall'insieme degli organi coinvolti nella riproduzione. È localizzato nell'addome e, pur avendo la medesima origine embrionale, subisce una netta differenziazione nei due sessi: i maschi differenziano strutture atte a svolgere la spermatogenesi e alla copula; nella generalità degli Insetti, le femmine sviluppano invece strutture atte a svolgere l'ovogenesi, ad ospitare spermatozoi e uova fino alla fecondazione e, infine, a deporre le uova dopo un periodo più o meno lungo.

## Generalità nei due sessi
Nella generalità degli Insetti, i sessi sono separati. Possono verificarsi casi particolari di coesistenza di caratteri sessuali di entrambi i sessi, per lo più secondari, ma l'ermafroditismo vero e proprio è un caso rarissimo, accertato solo nella specie Icerya purchasi e in alcuni Ditteri. 
L'apparato genitale, perciò, si differenzia in due sessi distinti, maschile e femminile. In entrambi i sessi la parte interna dell'apparato (gonadi) è di origine mesodermica, mentre gli organi genitali esterni e i gonodotti sono di origine ectodermica. Gli organi omologhi sono presenti in entrambi i sessi con struttura, forma e funzioni differenziate. Procedendo dal più interno al più esterno, gli organi dell'apparato genitale sono i seguenti:
- Gonadi: organi pari, in cui si svolge la moltiplicazione delle cellule germinali e la maturazione dei gameti; si differenziano rispettivamente nei testicoli (maschio) e negli ovari (femmina).
- Gonodotti pari: associati alle gonadi, si differenziano rispettivamente nei vasi deferenti (maschio) e negli ovidotti laterali (femmina).
- Gonodotto comune: formato dalla confluenza dei gonodotti pari, si differenzia rispettivamente nel dotto eiaculatore (maschio) e nella vagina (femmina). In alcuni ordini primitivi, la parte comune può mancare; in tal caso questi insetti presentano due distinte aperture genitali.
- Gonapofisi o armature genitali: sono gli organi genitali esterni, formati da processi del tegumento che si sviluppano attorno all'apertura genitale, differenziando, rispettivamente, l'organo copulatore nel maschio e l'ovopositore nella femmina. Le gonapofisi possono anche mancare del tutto.
- Ghiandole accessorie. Hanno varia forma e sviluppo e sono associate al gonodotto comune. Il secreto delle ghiandole maschili ha in genere funzioni trofiche nei confronti degli spermatozoi, mentre quello delle ghiandole femminili può avere differenti funzioni, fra le quali quella più importante è l'intervento nel corso dell'ovideposizione.

## Apparato riproduttore maschile
L'apparato genitale maschile degli Insetti è composto da due testicoli, dai canali deferenti, dal dotto eiaculatore e dall'organo copulatore. Ad esso si aggiungono le ghiandole accessorie.

### Testicoli
I testicoli sono generalmente in numero di due, talvolta riuniti in un solo corpo racchiuso da una membrana comune. Strutturalmente sono composti da un insieme di elementi tubulari, detti testicoliti o follicoli testicolari, all'interno dei quali si svolge la spermatogenesi, ossia la formazione degli spermatozoi a partire dalle cellule germinali (spermatogoni). 
Le diverse fasi della spermatogenesi sono localizzate in aree differenti di ogni testicolite in senso assile. Procedendo dall'estremità distale a quella prossimale si differenziano quattro aree:
- germario: contiene gli spermatogoni;
- zona di accrescimento: è composta dagli spermatociti di I ordine, ottenuti per divisione mitotica degli spermatogoni;
- zona di maturazione: è composta dagli elementi cellulari interessati dalla divisione meiotica, gli spermatociti di II ordine e gli spermatidi;
- zona di trasformazione: è composta dagli spermatozoi differenziati, ciascuno provvisto di un corpo cellulare e di un flagello.

### Gonodotti maschili
I gonodotti sono rappresentati da una parte pari, associata ad ogni testicolo, e da una impari che conduce all'apertura genitale. La parte pari è costituita da due canali deferenti. Questi possono dilatarsi, nel tratto terminale, per formare le vescicole seminali, dove confluiscono i dotti escretori delle ghiandole accessorie, oppure confluire in una vescicola seminale comune. 
La parte impari, formata dalla confluenza dei canali deferenti o delle vescicole seminali, è un dotto escretore comune, detta dotto eiaculatore o canale eiaculatore, che comunica con l'apertura genitale.

### Ghiandole accessorie maschili
Le ghiandole accessorie, di forma e sviluppo variabile e in numero di 1-3 paia, sono associate ai canali deferenti e sboccano nel loro tratto terminale (vescicola seminale). Il secreto delle ghiandole accessorie, nella maggior parte degli Insetti, ha funzioni trofiche e lubrificanti. La sua funzione è dunque quella di nutrire gli spermatozoi e facilitarne i movimenti. 
Negli Insetti primitivi, nei quali la riproduzione non avviene attraverso la copula, gli spermatozoi sono trasferiti dal maschio alla femmina racchiusi in capsule, dette spermatofori. In questo caso il secreto concorre a formare il liquido seminale interno e la parete stessa degli spermatofori.

### Organo copulatore
L'organo copulatore, detto anche edeago, rappresenta l'organo genitale esterno dell'apparato maschile. Per la precisione consiste nella differenziazione, da parte del tegumento, in corrispondenza del IX urite, dell'armatura genitale intorno all'apertura genitale vera e propria. Le funzioni consistono appunto nel favorire l'atto della copula e facilitare il trasferimento degli spermatozoi nell'apparato riproduttore femminile.
La forma e lo sviluppo dell'organo copulatore cambiano secondo i gruppi sistematici. In generale si distingue una parte prossimale, detta fallobase, una distale, detta pene. Quest'ultimo forma un'invaginazione, detta endofallo, in cui sbocca il dotto eiaculatore, e che all'occorrenza viene estroflessa.

## Apparato riproduttore femminile
L'apparato genitale femminile è composto da organi omologhi a quelli del sistema maschile che, nell'ordine, sono i due ovari, gli ovidotti laterali, l'ovidotto comune e l'ovopositore. Ad essi sono associati le ghiandole accessorie e la spermateca.

### Ovari
Gli ovari sono gli organi omologhi dei testicoli maschili, in numero di due e sono composti da elementi tubulari, detti ovarioli. Il numero degli ovarioli è estremamente variabile, secondo il gruppo sistematico, da una sola unità a centinaia o migliaia di ovarioli. 
Strutturalmente, ogni ovariolo è un tubulo immerso nell'emocele, in cui si distinguono le seguenti quattro parti, in ordine distale-prossimale:
- filamento: è un legamento che fissa l'estremità distale dell'ovariolo al tessuto adiposo dell'addome o al diaframma dorsale;
- germario: è la porzione cellulare distale, contenente le cellule germinali (oogoni);
- vitellario: è la porzione cellulare prossimale, la più sviluppata in lunghezza, contenente le cellule sessuali in corso di formazione secondo le fasi dell'ovogenesi (oociti); ogni oocita è rivestito da un epitelio semplice, che nel complesso forma il follicolo;
- pedicello: è la porzione distale di collegamento dell'ovariolo all'ovidotto laterale.

Le pareti dell'ovariolo sono costituite da una tunica peritoneale, che separa l'interno dall'emolinfa. Nel vitellario ogni follicolo è composto da una tunica propria, da un epitelio follicolare e dall'oocita. Lungo il vitellario gli oociti si differenziano, secondo il grado di maturazione, in base all'accumulo del tuorlo nel loro citoplasma; sono perciò di piccole dimensioni nella zona prossimale adiacente al germario, mentre sono ben sviluppati nel tratto distale in corrispondenza del pedicello.
Sotto l'aspetto istologico esistono marcate differenze, secondo i gruppi sistematici, in merito alla dinamica con cui si sviluppa il tuorlo delle uova, con distinzione di tre tipi di ovarioli:
1. Ovariolo panoistico. In ogni follicolo, l'oocita sviluppa il tuorlo traendo il nutrimento direttamente dall'emolinfa, attraverso la mediazione dell'epitelio follicolare. L'ovariolo presenta una sostanziale omogeneità istologica lungo il suo asse e l'unico elemento di differenziazione è rappresentato dalle dimensioni del follicolo.
2. Ovariolo meroistico politrofico. Ogni follicolo è nutrito da un gruppo di cellule vitellogene (o trofociti o cellule nutrici), derivate anch'esse dalle cellule germinali del germario. Le cellule vitellogene accompagnano il follicolo nella sua progressione lungo l'ovariolo, perciò i follicoli sono separati fra loro dalle cellule vitellogene. Nel corso della maturazione, le cellule vitellogene trasferiscono il loro contenuto nel citoplasma dell'oocita, determinando la crescita del tuorlo, e al termine degenerano lasciando dei residui intercalati fra i follicoli ormai maturi. L'ovariolo presenta un'eterogeneità istologica lungo il suo asse in quanto fra i follicoli sono intercalati gruppi di cellule vitellogene in stadio più o meno avanzato di degenerazione.
3. Ovariolo meroistico acrotrofico o teletrofico. Anche in questo caso, ogni follicolo è nutrito da cellule vitellogene, ma queste restano confinate nel germario. Il rapporto trofico fra l'oocita e le cellule nutrici in questo caso è garantito da connessioni citoplasmatiche che seguono il cammino del follicolo sotto forma di cordoni protoplasmatici.

### Ovidotti
I gonodotti dell'apparato femminile, detti ovidotti, presentano la stessa struttura di base di quelli maschili, con la presenza di due condotti deferenti pari, uno per ciascuno ovario, che confluiscono in un condotto impari. I primi sono detti ovidotti laterali ed hanno la parete fornita di fibre muscolari la cui funzione è quella di favorire la progressione delle uova in maturazione. Il tratto impari, detto ovidotto comune, presenta una marcata differenziazione anatomica e funzionale, rispetto al gonodotto impari del maschio, che si realizza con la vagina e la spermateca.
La vagina rappresenta il tratto terminale dell'ovidotto impari e svolge la duplice funzione di organo copulatore e di espulsione delle uova oppure solo quest'ultima funzione. In ogni caso porta una tunica muscolare che ha lo scopo di favorire l'espulsione delle uova. In alcuni insetti, in particolare nella generalità dei Lepidotteri, la funzione di organo copulatore è svolta da un diverticolo della vagina, detto borsa copulatrice, dotato uno sbocco esterno indipendente.
La spermateca è un diverticolo della vagina, a fondo cieco, nel quale vengono conservati gli spermatozoi nel lasso di tempo che intercorre fra l'accoppiamento e la fecondazione. Questo intervallo di tempo, in alcuni casi, può essere particolarmente lungo e durare anche più anni, come si verifica negli Insetti sociali. In questi casi la spermateca presenta un notevole sviluppo.

### Ghiandole accessorie femminili
Le ghiandole accessorie, di numero variabile, hanno lo sbocco nella vagina e producono secreti di varia natura. In base alle funzioni del secreto si possono distinguere in tre tipi: colleteriche, velenifere, spermofile.
Le ghiandole colleteriche sono il tipo principale e producono un secreto riversato all'esterno con l'ovopositore. Secondo il gruppo sistematico, ha in generale scopi coadiuvanti nell'ovideposizione, come collante, aggregante, componente di ooteche, ecc. ed è in genere composto da sostanze insolubili in acqua. In diverse specie le ghiandole colleteriche rientrano nella tipologia delle ghiandole sericipare, casi in cui la seta è impiegata nell'ovideposizione.
Le ghiandole velenifere sono presenti in alcuni gruppi sistematici e secernono un secreto che ha azione istaminica,  neurotossica o fitotossica. Negli Imenotteri Apocriti svolgono funzioni differenti secondo i gruppi sistematici o le specie. Nei Terebranti il veleno ha un'azione sull'ospite in cui si svilupperanno le larve: più precisamente, nei fitofagi (es. Cinipidi, alcuni Calcidoidi, ecc.) produce reazioni istologiche specifiche nei tessuti vegetali, provocando la formazione di galle; nei parassitoidi (sia ectofagi sia endofagi), il veleno ha un'azione neurotossica sulla vittima, provocandone la paralisi. 
Negli Aculeati il secreto delle ghiandole velenifere integra la funzione dell'ovopositore nelle femmine sterili degli Imenotteri sociali. In questi insetti, l'ovopositore ha perso la sua primitiva funzione diventano uno strumento di offesa e difesa. Il secreto ha un'azione istaminica e produce effetti anche nei confronti dei Vertebrati.
Le ghiandole spermofile sono presenti nelle specie in cui gli spermatozoi sono conservati per tempi più o meno lunghi nella spermateca. Il loro secreto ha funzioni trofiche in quanto forma un fluito nutritivo in cui vengono mantenuti gli spermatozoi fino al momento della fecondazione.

### Ovopositore
Sotto l'aspetto morfoanatomico, l'ovopositore è l'organo genitale esterno femminile formato da processi dell'urosterno degli uriti VIII e IX intorno all'apertura esterna della vagina, detta vulva. In alcuni gruppi sistematici questa struttura è assente ed è sostituita da altri organi, estranei all'apparato riproduttore femminile ma integrati funzionalmente con esso. In questi casi si usa la dizione ovopositore di sostituzione per distinguerlo dall'ovopositore morfologico propriamente detto.
La forma e lo sviluppo dell'ovopositore variano secondo il gruppo sistematico; in qualche caso può raggiungere una lunghezza eccezionale, come in alcuni Imenotteri Terebranti o in molti Ortotteri Ensiferi, ma in genere l'ovopositore non raggiunge un particolare sviluppo e resta sotto l'addome.
La struttura tipica dell'ovopositore è costituita da sei processi degli urosterni, tre per lato, detti valve o valvule (prime valve, seconde valve o valve mediane, terze valve o valve laterali). Le prime valve si originano dal VIII urosterno, le seconde e le terze dal IX. La struttura primitiva può presentare marcate differenziazioni, importanti ai fini sistematici.
Negli Imenotteri Apocriti, l'ovopositore è in grado di penetrare anche materiali di una certa consistenza come il legno e la corteccia degli alberi, la cuticola di altri insetti, la pelle dei Mammiferi. Questa proprietà si deve alla sclerificazione delle prime e seconde valve. Le prime valve si fondono a formare una guaina al cui interno scorrono le seconde valve. Le terze valve, poco sclerificate, formano un astuccio che protegge le altre valve quando sono riposte. A questa struttura si aggiungono due coppie di processi degli urosterniti, detti valviferi. La prima coppia è originata dal VIII urite, la seconda dal IX.
Nei Terebranti, la struttura formata dalle prime e seconde valve è detta terebra ed è usata nell'ovideposizione per tre funzioni: penetrazione, emissione di un secreto, deposizione dell'uovo. Il secreto emesso dalla terebra può avere differenti scopi: nelle forme fitofaghe galligene induce una reazione dei tessuti vegetali, in conseguenza della quale si forma la galla; nelle forme entomofaghe (parassitoidi) è un veleno che paralizza la vittima. Negli Aculeati si perde la primitiva funzione di ovideposizione della terebra, in quanto la vagina non è più connessa fisicamente all'ovopositore, e quest'ultimo si trasforma in un organo di offesa-difesa, detto aculeo o, più comunemente, pungiglione. L'aculeo, a differenza della terebra, è retrattile e in posizione di riposo è localizzato dentro l'addome, da cui viene estroflesso al momento dell'uso.

### Ovopositore di sostituzione
L'ovopositore di sostituzione può avere differente struttura in relazione al gruppo sistematico. Il modello più rappresentativo è quello retrattile, conformato "a telescopio", tipico dei Ditteri, derivato da un adattamento morfologico e funzionale degli ultimi uriti: questi si avvolgono a vicenda formando un tubulo telescopico e all'occorrenza sono estroflessi come gli elementi di un cannocchiale. 
L'ovopositore di sostituzione dei Ditteri è spesso sclerificato, in modo che possa penetrare facilmente nel substrato in cui saranno deposte le uova. Ad esempio, nei Tefritidi, è in grado di perforare l'epidermide di frutti, foglie, steli praticando delle punture in cui saranno deposte una o più uova.
Anche le femmine dei Coleotteri non dispongono di un ovopositore vero e proprio. Lo sbocco dell'apparato genitale è localizzato sul IX urite e in molte specie sono presenti particolari conformazioni che svolgono la stessa funzione di un ovopositore. Convenzionalmente si considera perciò un ovopositore di sostituzione. 
Nelle femmine dei Tisanotteri Tubuliferi, infine, il X urite è conformato a tubulo e svolge la funzione di un ovopositore di sostituzione.